# Dhahran
Dhahran (en arabe : الظهران (aẓ-Ẓahrān)) est une ville située à l'est de l'Arabie saoudite, à une vingtaine de kilomètres au sud-est de Damman dans la province d'Ach-Charqiya située sur la rive ouest du golfe Persique. La compagnie nationale saoudienne d'hydrocarbures Saudi Aramco y a son siège.

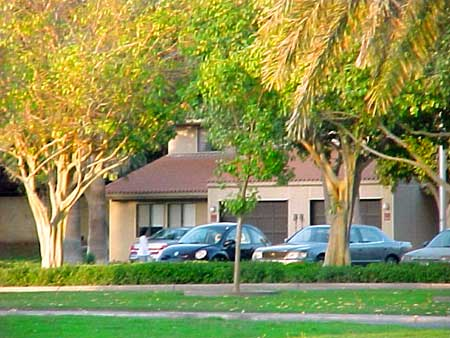
Maisons de ville sur les collines de Dhahran.

Dhahran est connue pour avoir abrité, durant la guerre froide, une aire de ravitaillement concédée secrètement par le roi Abdel Aziz Saoud aux États-Unis, décision prise vraisemblablement à la suite d'un entretien  en 1945 entre Roosevelt et le souverain à bord de l'USS Quincy. Devenue une tête de pont américaine au Moyen-Orient, elle permettait d'adopter une plus grande marge de manœuvre face à la poussée communiste, par ailleurs rejetée par le régime saoudien. 
Dhahran est l'une des principales villes où résident les professionnels étrangers que fait venir l'État. Dharhan camp, officiellement Saudi Aramco Residential Camp in Dhahran, abrite environ 11 000 expatriés.